# Цейцин, Алексей Владимирович
Алексей Владимирович Цейцин (родился 6 сентября 1992 года в Красноярске, Красноярский край) — российский регбист, центр.

## Биография
До регби занимался греко-римской борьбой и акробатикой. Регби начал заниматься с 5 класса. Первый тренер Евгений Мочнев. В 2012 году вошёл в обойму клуба, однако до сезона-2016 выступал только в «семёрке». Стал серебряным призёром чемпионата России по регби-7 в 2013 году. В сезоне 2014 года выступал за «Металлург» в классическом регби. Несмотря на возрастание конкуренции в «Енисее», в сезоне 2016 года он пробился-таки в состав по классическому регби и выступил достаточно успешно, особенно в обороне. Сезон 2018 года снова провел в «Металлурге». Вернувшись в «Енисей-СТМ», регулярно выходил на поле и сыграл важную роль в победе в чемпионате.
Призывался на УТС сборной России в 2017 году, однако ни одного матча за сборную так и не провел.

## Достижения
- Чемпион России: 2016, 2017, 2019
- Обладатель Кубка России: 2016, 2017